# Panqueque chino

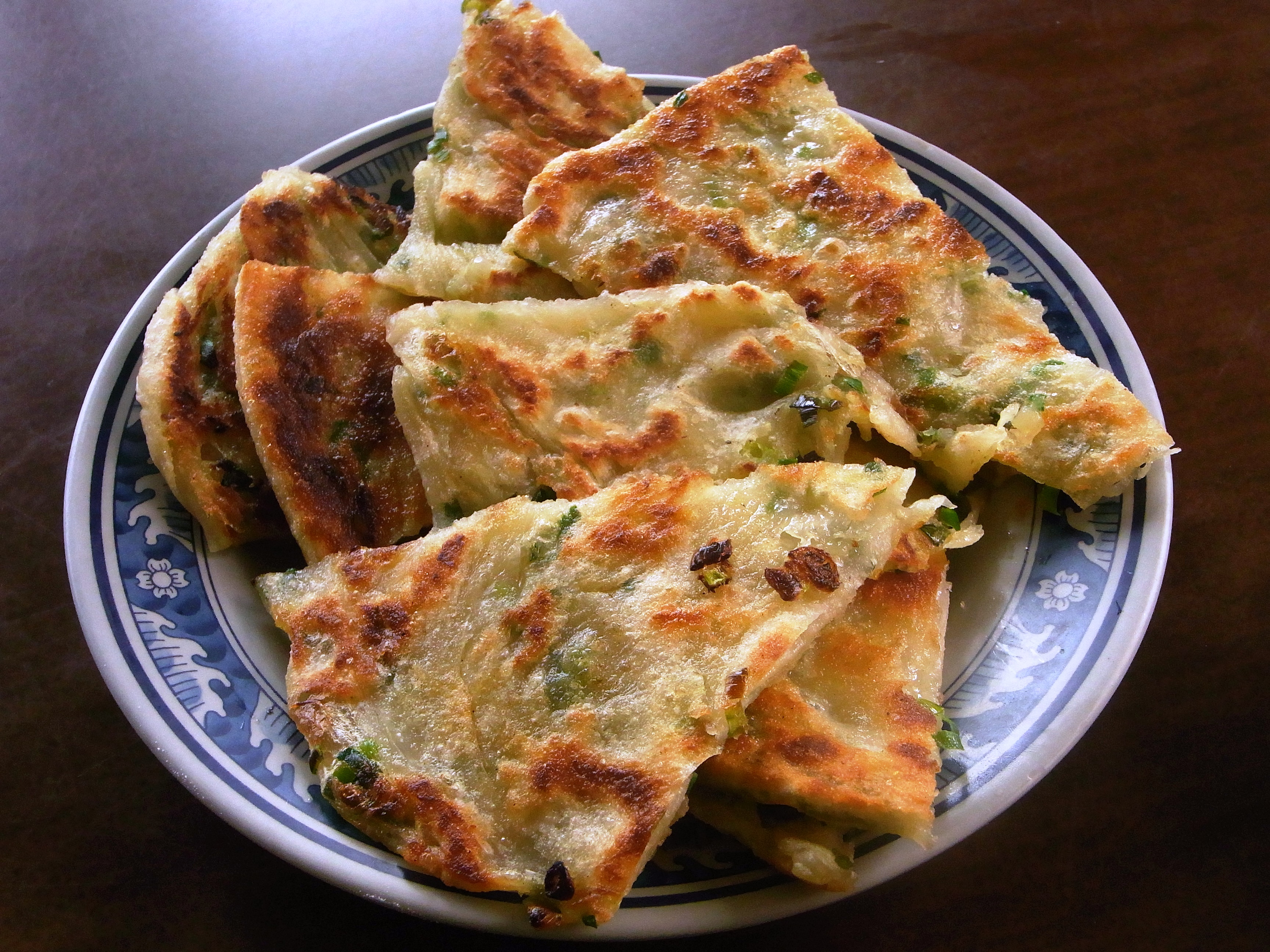
Un panqueque de cebolleta (cao you bing).

Los panqueques chinos son panqueques presentes en la gastronomía de China. Pueden ser salados o dulces, y generalmente se hacen con masa más que con rebozado. Incluyen los siguientes tipos:
- Bao bing (薄饼), una variedad de panqueque fino.
- Bing (饼), el término genérico chino para los panes planos con forma de disco.
- Panqueque de cebolleta (葱油饼), un pan plano salado sin levadura cuya masa contiene aceite y cebolleta picada.
- Laobing (烙饼), un pan plano sin levadura hecho de harina de trigo.
- Jian bing (煎饼), un panqueque fino de huevo frito parecido a un crepe.
- Shaobing (烧饼), un pan plano a capas horneado cubierto con semilla de sésamo; puede ser salado o dulce.